# Euscorpius mingrelicus
Euscorpius mingrelicus là một loài bọ cạp trước đây phân loại trong họ Chactidae. Đây là loài bọ cạp tuy có nọc độc nhưng nhìn chung khá lành tính

## Mô tả
Bọ cạp Euscorpius mingrelicus có màu tối và đạt đến độ dài 38 mm. Chúng rất khó để phân biệt với những loài trong chi Euscorpius khác như Euscorpius gamma và Euscorpius Germanus. Tình trạng sinh học của loài này không phải là nổi tiếng. Nọc độc của chúng được cho là nhẹ, với chỉ có tác dụng cục bộ. 

## Phân bố
Bọ cạp Euscorpius mingrelicus được phân phối thông qua cao nguyên Anatolia (bao gồm Thổ Nhĩ Kỳ, Syria, và Gruzia) và Đông Âu, có quần thể từ Nga đến Ý, phân bố đầy đủ của loài này là không chắc chắn, chúng được tìm thấy ở các khu vực miền núi và rừng ẩm ướt, và đã được báo cáo trong các thung lũng sông Áo. Euscorpius mingrelicus thể ẩn giấu dưới các phiến đá và các địa vật khác, chẳng hạn như dưới vỏ cây chết.